# 小行星5743
小行星5743（5743 Kato）是一颗围绕太阳公转的小行星。1990年10月19日，秋山万喜夫、古田俊正在裾野市发现了此天体。
該小行星以日本登山家加藤保男命名。
这颗小行星的绝对星等为107.9530915829868等。